# 엠마 드 콘
에마 드콘(Emma de Caunes, 1976년 9월 9일 ~ )는 프랑스의 배우이다. 배우 겸 감독 앙투안 드콘의 딸이다. 1998 세자르상 신인여우상 수상자이다.

## 출연 작품

### 영화
- 벨벳 99 (1996, Velvet 99) - 단편
- 천 킬로미터 (1999, Mille Bornes)
- Mondialito (2000)
- 아스테릭스 2: 미션 클레오파트라 (2002)
- 내 어머니 (2004)
- Short Order (2005)
- 수면의 과학 (2006)
- 플러쉬 (2006) - 프랑스어 더빙
- 잠수종과 나비 (2007)
- 미스터 빈의 홀리데이 (2007)
- 무지의 시대 (2007, L'Âge des ténèbres)
- Coluche : L'Histoire d'un mec (2008)
- Le Bruit des gens autour (2008)
- La Dune (2013)
- 모래의 성 (2015, Les Châteaux de sable)

### 텔레비전
- Kaamelott (2005)

### 기타
- Knives Out (2001) - 뮤직비디오
- 비욘드 굿 앤 이블 (2003) - 비디오 게임